# Бобки (деревня, Пермский край)
Бобки — деревня в Добрянском районе Пермского края. Входит в состав Краснослудского сельского поселения.

## Географическое положение
Расположена на юге Добрянского района. Автомобильная дорога Пермь — Березники проходит примерно в 6 км к западу от Бобков. Ближайшая ж/д станция — Бобки (находится на территории одноимённого посёлка).

## Население
| 2010 |
| ---- |
| 174  |

## Топографические карты
- Лист карты O-40-66 Сылва. Масштаб: 1 : 100 000. Издание 1977 г.